# Concours international pour jeunes violonistes Yehudi-Menuhin
Le Concours international de jeunes violonistes Yehudi-Menuhin (ou simplement le concours Menuhin) est un concours musical international destiné aux violonistes de moins de 22 ans. Il a été fondé par Yehudi Menuhin en 1983 dans le but de former de jeunes violonistes. À ses débuts, le concours avait lieu à Folkestone, sur la côte sud de l'Angleterre. Depuis 1998, il se tient tous les deux ans dans différentes villes du monde. Plusieurs des lauréats de la compétition, dont Julia Fischer, Tasmin Little et Nikolaj Znaider, ont poursuivi une carrière internationale majeure.

## Compétition
Membre de l'Union européenne des concours de musique pour la jeunesse (EMCY), le concours Menuhin a lieu tous les deux ans, chaque fois dans une ville différente avec le soutien de sponsors locaux. Les compétitions récentes ont été diffusées en direct sur Internet. 

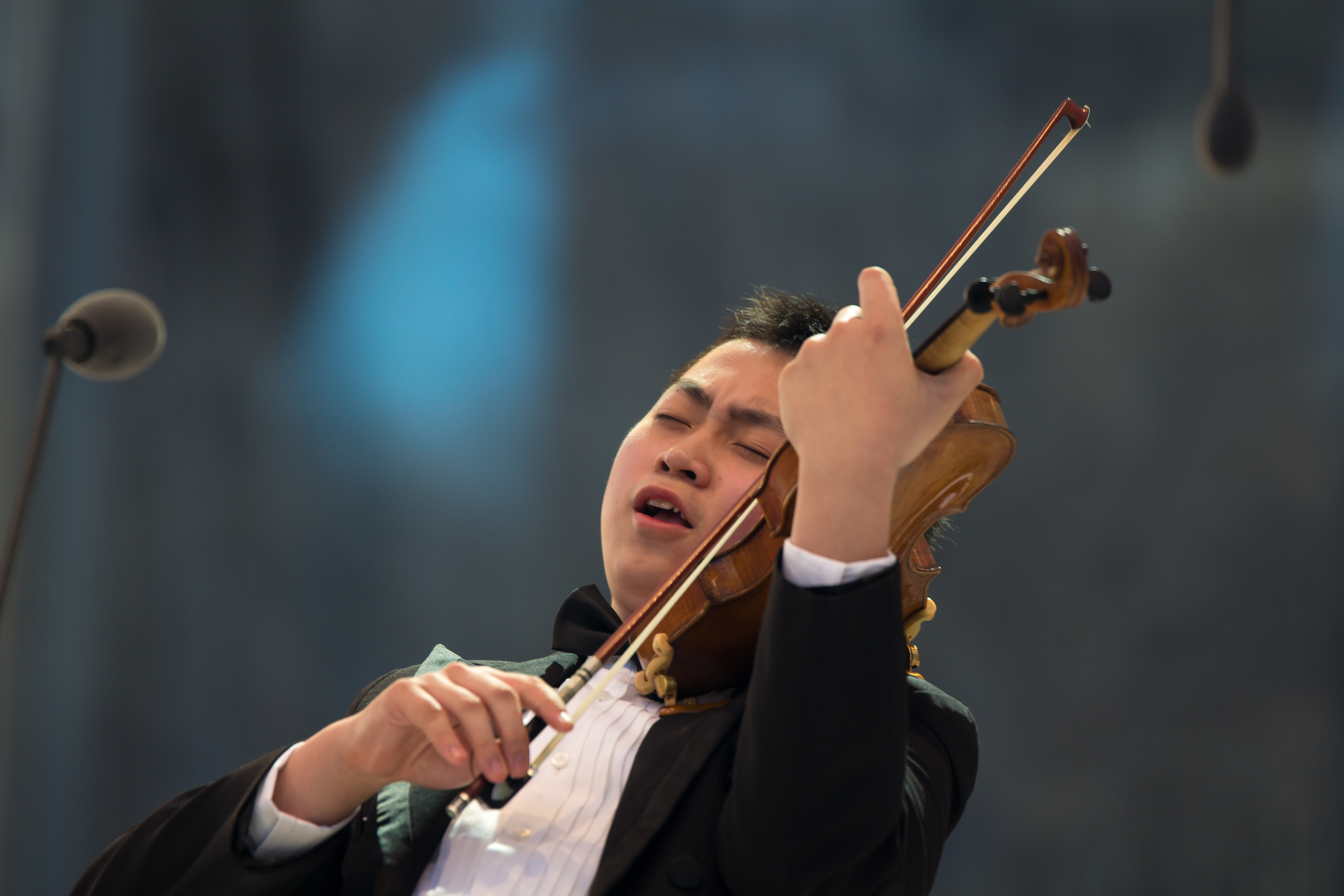
Ziyu He, gagnant du premier prix senior en 2016.

Le concours est ouvert aux violonistes de toute nationalité âgés de moins de 22 ans. Les concurrents sont présélectionnés par enregistrement vidéo et participent à trois manches au cours de la compétition. Il existe un répertoire obligatoire, choisi par les organisateurs de la compétition. Cependant, les concurrents jouent également une œuvre de violon virtuose de leur choix en demi-finale. Au premier tour, chaque concurrent reçoit également une phrase de quatre à huit mesures sur laquelle il improvisera pendant trois minutes,. 
Au cours des dernières années, le répertoire requis et les concerts de gala ont inclus de nouvelles œuvres spécialement commandées pour la compétition ou des œuvres étroitement associées au pays hôte. Au concours d'Oslo de 2010, les œuvres précédemment requises de Paganini ont été remplacées par des œuvres du violoniste et compositeur norvégien Ole Bull à l'occasion du bicentenaire de sa naissance. La compétition de 2008 à Cardiff a été marquée par la première mondiale de son spectacle Elegy for King Arthu du compositeur gallois Mervyn Burtch. Le concours de 2014 à Austin, au Texas, comprenait deux premières mondiales d'œuvres à thème texan : Suzy aux yeux noirs de Donald Grantham et The Cowboy and the Rattlesnake de Dan Welcher. Les trois œuvres commandées en première en 2016 pour le concours de Londres étaient Visions de John Rutter, Hora Bessarabie de Roxanna Panufnik et Shpigl d'Òscar Colomina Bosch,.

## Histoire

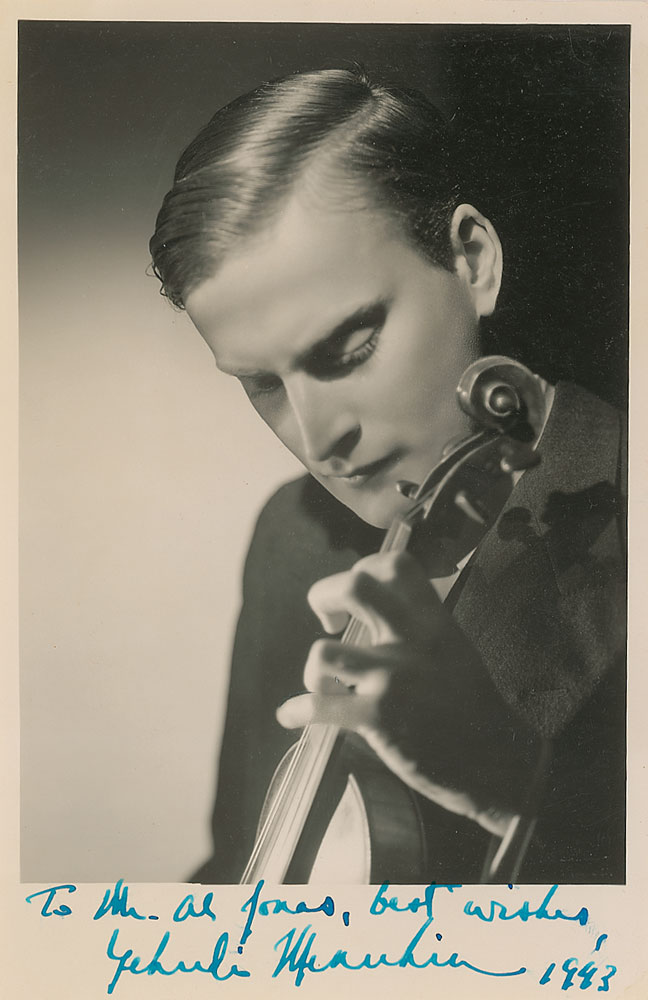
Yehudi Menuhin, fondateur et homonyme du concours.

Le concours a été créé par Yehudi Menuhin et Robert Masters, qui ont joué un rôle déterminant dans la fondation de l'école Yehudi-Menuhin. La compétition a eu lieu pour la première fois en 1983 à Folkestone, sur la côte sud de l'Angleterre, où elle s'est déroulée pendant quinze ans. Menuhin dirigeait lui-même les classes de maître pour les concurrents. Après une interruption de trois ans après le concours de 1995, il a repris en 1998 à Boulogne-sur-Mer du côté français de la Manche et est revenu à Folkestone en 2000.

## Lauréats

### 1erprix
Les lauréats du 1er prix dans les catégories sénior et junior sont,,,, :
| Année Ville           | Catégorie sénior                                       | Catégorie junior                                               |
| --------------------- | ------------------------------------------------------ | -------------------------------------------------------------- |
| 2021 Richmond         | Maria Dueñas (+ prix du public)                        | Keila Wakao (+ prix compositeur)                               |
| 2018 Genève           | Diana Adamyan (+ prix du public)                       | Chloe Chua Christian Li (+ prix du public et prix compositeur) |
| 2016 Londres          | Ziyu He (+ prix Bach, prix Mozart et prix compositeur) | Yesong Sophie Lee (+ prix compositeur)                         |
| 2014 Austin           | Stephen Waarts (+ prix Bach et prix compositeur)       | Rennosuke Fukuda                                               |
| 2012 Pékin            | Kenneth Renshaw (+ prix EMCY)                          | Kevin Zhu (+ prix compositeur)                                 |
| 2010 Oslo             | Angelo Xiang Yu                                        | Kerson Leong                                                   |
| 2008 Cardiff          | Ray Chen                                               | Chad Hoopes                                                    |
| 2006 Boulogne-sur-mer | Hrachya Avanesyan                                      | Sunao Goko                                                     |
| 2004 Londres          | Hye-Jin Kim                                            | Joel C. Link                                                   |
| 2002 Boulogne-sur-mer | Soyoung Yoon                                           | Chiharu Taki                                                   |
| 2000 Folkestone       | Akiko Ono                                              | Mi Sa Yang                                                     |
| 1998 Boulogne-sur-mer | Susie Park                                             | Zhi-Jiong Wang                                                 |
| 1995 Folkestone       | Lisa Kim (+ prix du public et prix du président)       | Julia Fischer                                                  |
| 1993 Folkestone       | Gabriela Demeterova (+ prix du public)                 | Daishin Kashimoto                                              |
| 1991 Folkestone       | --                                                     | Ning Kam                                                       |
| 1989 Folkestone       | Joji Hattori (+ prix Bach et prix du public)           | Livia Sohn (+ prix du public)                                  |
| 1987 Folkestone       | Elisabeth Glass (+ prix Bach)                          | Dong Qun                                                       |
| 1985 Folkestone       | Xiao-Dong Wang (+ prix Bach et prix Tunnicliffe)       | Chang Guo                                                      |
| 1983 Folkestone       | Leland Chen (+ prix Bach)                              | Xiao-Dong Wang                                                 |

### Tableau d'honneur

#### Catégorie senior
Dans la catégorie sénior, les lauréats des prix suivants sont,,,, :
| Année Ville           | 2e prix                                                 | 3e prix                         | 4e prix                                 |
| --------------------- | ------------------------------------------------------- | ------------------------------- | --------------------------------------- |
| 2021 Richmond         | Simon Zhu (+ prix Mozart et + prix EMCY)                | Hana Chang (+ prix Mozart)      | Karisa Chiu (+ prix compositeur)        |
| 2018 Genève           | Nathan Mierdl (+ prix compositeur et prix ARTE concert) | Hyunjae Lim                     | Tianyou Ma (+ prix Bach)                |
| 2016 Londres          | SongHa Choi (+ prix du public)                          | Yu-Ting Chen (+ prix Bartòk)    | Jeein Kim                               |
| 2014 Austin           | In Mo Yang                                              | Christine Seohyun Lim           | Stephen Kim (+ prix musique de chambre) |
| 2012 Pékin            | Ji Eun Anna Lee                                         | Alexi Kenney                    | Siyan Guo                               |
| 2010 Oslo             | Nigel Armstrong                                         | Suyeon Kang                     | Ji Won Song                             |
| 2008 Cardiff          | Jiafeng Chen                                            | Evgeny Sviridov (+ prix Bach)   | Stella Chen                             |
| 2006 Boulogne-sur-mer | Robin Scott                                             | Shuai Shi                       | Sulki Yu                                |
| 2004 Londres          | Daniel Khalikov                                         | Je Hye Lee                      | Yusuke Hayashi                          |
| 2002 Boulogne-sur-mer | Rintaro Omiya                                           | Simone Lamsma                   | Maksim Brylinski                        |
| 2000 Folkestone       | Feng Ning                                               | Viatcheslav Chestiglazov        | Chen Gu                                 |
| 1998 Boulogne-sur-mer | Akiko Ono                                               | Boris Brovtsyn                  | Xu Yang                                 |
| 1995 Folkestone       | Corina Belcea                                           | Yoo-Kyung Min                   | Zhanna Tonaganyan (+ prix Bach)         |
| 1993 Folkestone       | Alina Komissarova                                       | Stefan Milenkovich              | Marta Abraham                           |
| 1991 Folkestone       | Qing Guo (+ prix Bach)                                  | Evgeny Andrusenko (+ prix Bach) | Birgit Kolar                            |
| 1989 Folkestone       | Yuan-Qing Yu                                            | Bartlomiej Niziol               | Karen Lee                               |
| 1987 Folkestone       | Elisa Barston (+ prix du public)                        | Zheng Qing (+ prix Bach)        | Joji Hattori                            |
| 1985 Folkestone       | Tasmin Little                                           | Liang Chai                      | Abigail Young (+ prix du public)        |
| 1983 Folkestone       | Isabelle van Keulen (+ prix du public)                  | Tasmin Little                   | He Hong Ying                            |

#### Catégorie junior
Dans la catégorie junior, les lauréats des prix suivants sont,,,, :
| Année Ville           | 2e prix                        | 3e prix                                                               | 4e prix                        |
| --------------------- | ------------------------------ | --------------------------------------------------------------------- | ------------------------------ |
| 2021 Richmond         | Edward Walton                  | Hannah Wan Ching Tam (+ prix du public)                               | Kento Hong                     |
| 2018 Genève           | --                             | Ruibing Liu (+ prix Bach)                                             | Clara Shen (+ prix EMCY)       |
| 2016 Londres          | Kevin Miura (+ prix du public) | Johan Dalene (+ prix Wienawski, prix musique de chambre et prix EMCY) | NaKyung Kang                   |
| 2014 Austin           | Daniel Lozakovich              | Ludvig Gudim                                                          | Alex Zhou (+ prix compositeur) |
| 2012 Pékin            | SooBeen Lee                    | Taiga Tojo                                                            | Grace Clifford                 |
| 2010 Oslo             | Stephen Waarts                 | Anna Ji Eun Lee                                                       | Taiga Tojo                     |
| 2008 Cardiff          | Dmitry Smirnov                 | Mindy Chen                                                            | Ke Zhu                         |
| 2006 Boulogne-sur-mer | Fumiaki Miura                  | Yu-Chien Tseng                                                        | Robyn Bollinger                |
| 2004 Londres          | Danbi Um                       | Ray Chen Yoo Jin Jang                                                 | --                             |
| 2002 Boulogne-sur-mer | Yyun-Su Shin                   | Markus Tanneberger                                                    | Jennifer Pike                  |
| 2000 Folkestone       | Alina Ibragimova               | Naoto Sakiya                                                          | Yossif Ivanov                  |
| 1998 Boulogne-sur-mer | Oleg Yatsina                   | Mikhail Simonian Mayuko Kamio                                         | --                             |
| 1995 Folkestone       | Jeanne de Ricaud               | Piotr Kwasny                                                          | Teruyoshi Shirata              |
| 1993 Folkestone       | Igor Malinovsky                | Wei Wei Le                                                            | Yi Jia Hou                     |
| 1991 Folkestone       | Wen Lei Gu                     | Jennifer Koh (+ prix du public)                                       | Yonatan Gandelsman             |
| 1989 Folkestone       | Sylvie Sentenac                | Mu Na                                                                 | Jennifer Koh                   |
| 1987 Folkestone       | Bartlomiej Niziol              | Suzy Whang (+ prix du public)                                         | Ryotaro Ito                    |
| 1985 Folkestone       | Elisabeth Glass                | Scott St John (+ prix du public)                                      | Lara St John                   |
| 1983 Folkestone       | Zheng-Rong Wang                | Le Zhang                                                              | Julian Shevlin                 |

#### Lauréats célèbres au delà du4eprix
- Ilya Gringolts (6e prix de la catégorie junior en 1995)[10]
- Nikolaj Znaider (5e prix catégorie senior et prix du public en 1991)[10]

### Lauréats sur plusieurs éditions ou catégories
Certains lauréats ont été distingués sur plusieurs éditions et dans plusieurs catégories : Ray Chen, Elisabeth Glass, Joji Hattori, Jennifer Koh, Tasmin Little, Bartlomiej Niziol, Akiko Ono, Taiga Tojo, Stephen Waarts et Xiao-Dong Wang,,,,.

## Voir également
- Liste des concours de musique classique